# جون مارتن (لاعب كريكت بريطاني)
جون مارتن (23 ديسمبر 1941 في المملكة المتحدة - ) (بالإنجليزية: John Martin)‏ هو لاعب كريكت بريطاني. لعب مع نادي مقاطعة سومرست للكريكت ‏ ونادي الكريكت في جامعة أكسفورد ‏.